# Gastroenteritis eosinofílica
La gastroenteritis eosinofílica es una enfermedad rara que afecta a diferentes regiones del aparato digestivo, principalmente estómago, esófago, duodeno, intestino delgado y colon. Provoca síntomas no específicos consistentes en dolor abdominal, diarrea, náuseas, vómitos y pérdida de peso. El hallazgo más característico es la existencia de infiltrado por eosinófilos al observar al microscopio una biopsia del segmento del tubo digestivo afectado. Si la alteración es exclusiva del colon recibe el nombre de colitis eosinofílica. En general la enfermedad sigue un curso benigno y no son frecuentes las complicaciones.

## Etiología
La causa del mal no está totalmente establecida, se cree que el mecanismo que la provoca es un proceso inmunológico desencadenado por alérgenos presentes en los alimentos o ciertos fármacos como el trimetoprim-sulfametoxazol y las sales de oro que se utilizan como tratamiento farmacológico.

## Subtipos
Según la capa de la pared del tubo digestivo afectada se describen varios subtipos de la enfermedad:
- Gastroenteritis eosinofílica mucosa. Es el subtipo más común y la afectación se ciñe a la mucosa.
- Gastroenteritis eosinofílica muscular. Se afecta la capa del tubo digestivo conocida como muscularis mucosa.
- Gastroenteritis eosinofílica serosa. La afectación predomina es la serosa.

## Clínica
Los síntomas son inespecíficos y dependen de la región del tubo digestivo afectada, lo más habitual es la existencia de náuseas, vómitos, sensación de hinchazón abdominal y diarrea. En ocasiones perdida de peso y esteatorrea, raramente complicaciones como obstrucción intestinal. La mayor parte de los síntomas pueden estar presentes en otras enfermedades del aparato digestivo más frecuentes.

## Diagnóstico
Dado que los síntomas no son específicos, el diagnóstico se basa en las pruebas complementarias, suele existir aumento de eosinófilos en sangre periférica, en la endoscopia se observa mucosa eritematosa y la biopsia muestra la existencia de infiltrado por eosinófilos en la pared del tubo digestivo, sin que esta pueda ser atribuida a otras causas habituales como la existencia de parásitos intestinales.

## Pronóstico
La enfermedad sigue en general un curso benigno y las complicaciones son raras. Se ha descrito no obstante la aparición de obstrucción intestinal y perforaciones del intestino que precisan cirugía, sobre todo en la variedad que afecta a la serosa.